# Sharoka goliath
Sharoka goliath är en insektsart som beskrevs av Sohi och Mann 1993. Sharoka goliath ingår i släktet Sharoka och familjen dvärgstritar. Inga underarter finns listade i Catalogue of Life.